# Cnemaspis perhentianensis
Cnemaspis perhentianensis là một loài thằn lằn trong họ Gekkonidae. Loài này được Grismer & Chan mô tả khoa học đầu tiên năm 2008.